# بشندلایا رشادیه

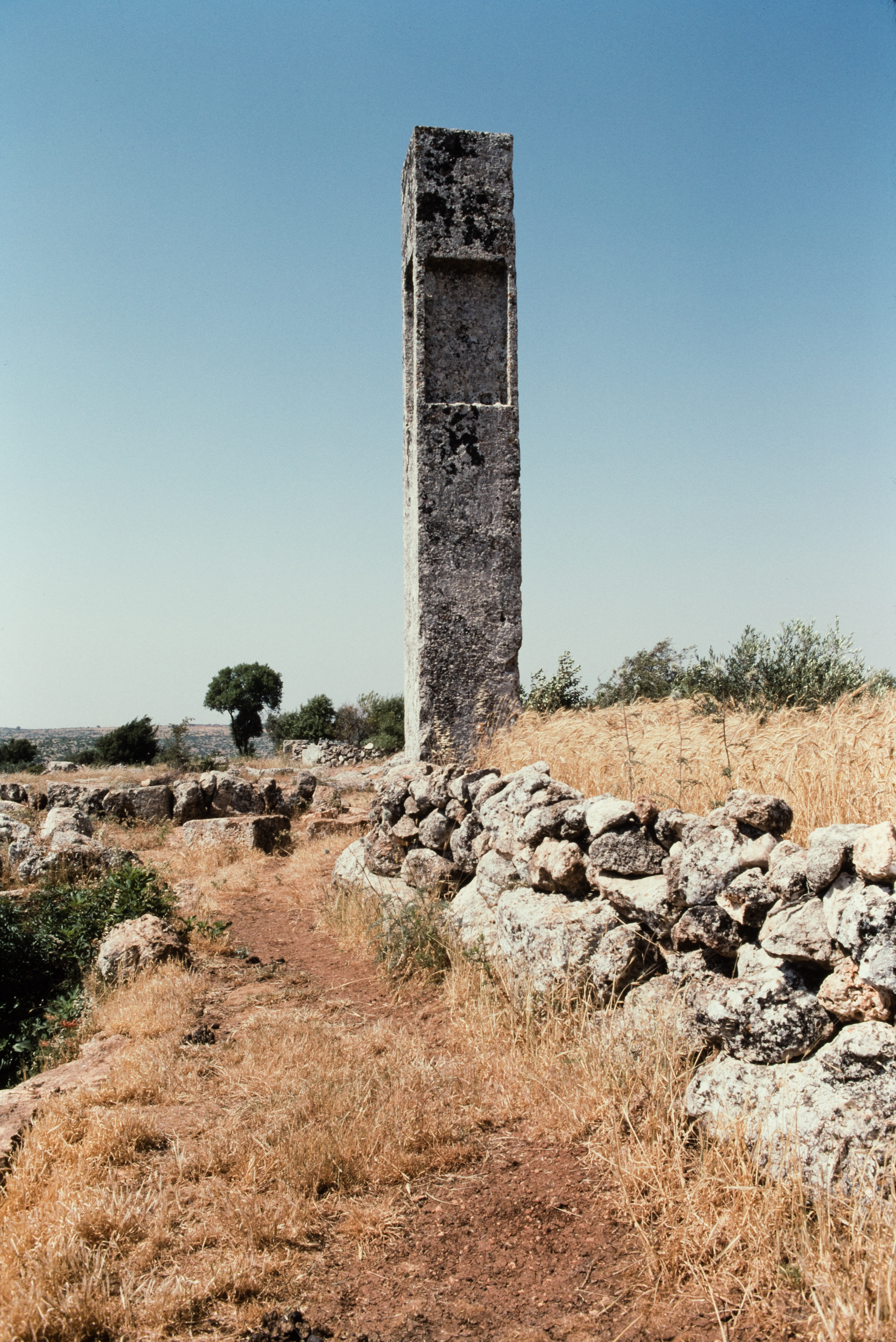
بشندلیا رشادیه

بشندلایا رشادیه (به عربی: بشندلایا رشادیة) یک روستا در سوریه است که در ناحیه کفر تخاریم واقع شده‌است. بشندلایا رشادیه ۹۵ نفر جمعیت دارد.